# Benjamin C. Christ
Benjamin C. Christ (Minersville, Pensilvania, Estados Unidos, 12 de septiembre de 1824 - Filadelfia, Pensilvania, Estados Unidos, 27 de marzo de 1869) fue un oficial del Ejército federal durante la guerra civil estadounidense. Comandó una brigada del IX Cuerpo del Ejército del Potomac en varias batallas, entre ellas la batalla de Antietam.
Nació y creció en Minersville, donde ya adulto se dedicó al comercio de carbón y poseía un hotel.
Cuando estalló la guerra civil estadounidense, Christ fue nombrado teniente coronel del 5.º Regimiento de Infantería de Pensilvania el 21 de abril de 1861. El 25 de julio fue dado de baja tras finalizar el servicio de tres meses del regimiento. En septiembre fue nombrado coronel del 50.º Regimiento de Infantería de Pensilvania y pronto comandó una brigada del IX Cuerpo del Ejército del Potomac. En la batalla de Chantilly asumió temporalmente el mando de las divisiones a cargo del Isaac Stevens, muerto en el combate. Combatió en otras batallas con esta unidad hasta que fue dado de baja en septiembre de 1864.
Cerca del final de la contienda asumió las funciones de general de brigada por sus servicios en las batallas de Spotsylvania y Petersburg. Murió poco después de finalizar la guerra en Filadelfia en 1869.
Décadas después de la guerra, los veteranos del 50.º Regimiento de Infantería de Pensilvania erigieron un monumento en el Campo de batalla de Antietam; una estatua de bronce del coronel Christ se encuentra en lo más alto del mismo.